# Premia Holdings
Premia Holdings ist eine auf das Run-Off-Geschäft spezialisierte Versicherungsgruppe mit Sitz in Bermuda, die seit Gründung 2017 im Sachversicherungsbereich tätig ist.

## Geschichte und Hintergrund
Premia wurde im Januar 2017 unter Federführung der US-amerikanischen Versicherergruppe Arch Insurance Group und der Private-Equity-Gesellschaft Kelso & Company sowie weiteren Investoren auf Bermuda als Sacherst- und rückversicherungsunternehmen gegründet. In den folgenden Jahren expandierte das Unternehmen international, unter anderem durch die Übernahme des unter der Marke Navigators von The Hartford Financial Services Group betriebenen Europageschäfts. Unter dem Namen Assurances Continentales, einer Tochter von Navigators, werden seit 2021 erfolgter Genehmigung durch die Autorität Finanzielle Dienste und Märkte in Europa Run-Off-Lösungen angeboten. 
2020 gründete Premia mit Elevation Re ein Sidecar und holte hierbei externe Investoren bei der Kapitalisierung an Bord. Im folgenden Jahr wurde mit Armour Re ein bermudianischer Rückversicherer übernommen.

## Organisation
Premia Holdings ist mit Gesellschaften in Bermuda, den Vereinigten Staaten, dem Vereinigten Königreich und Kontinentaleuropa vertreten. Zur Gruppe gehören aktuell folgende Gesellschaften:
- Premia Reinsurance Ltd.,  Bermuda
- Public Service Insurance Company  Vereinigte Staaten
- Premia UK Holdings 2  Vereinigtes Königreich
  - BD Cooke Investments, London
  - Dominion Insurance Company Edinburgh
  - Trent Insurance Company, London
- Assurances Continentales, Anderlecht  Belgien

Zudem ist die Gruppe über ihre Tochter Premia Managing Agency als Dienstleister für Syndikate am wichtigsten Versicherungsmarkt Lloyd’s of London vertreten. 